# Dalius Čekuolis
Dalius Čekuolis (Vilnius, 29 de março de 1959) é um diplomata de carreira lituano que foi representante permanente da Lituânia na ONU entre 2006 e 2012, e desde 2019 é vice-ministro dos Negócios Estrangeiros da Lituânia. Serviu como Presidente do Conselho Económico e Social das Nações Unidas (ECOSOC), órgão primário das Nações Unidas (2007), Presidente da Terceira Reunião Bienal de Estados para considerar a implementação da Conferência das Nações Unidas sobre o Comércio Ilícito de Armas Ligeiras para Prevenir, Combater e Erradicar o Comércio Ilícito de armas ligeiras e de pequeno calibre em todos os seus aspetos (2008), Co-presidente do Grupo de Trabalho Ad Hoc sobre a Revitalização da Assembleia Geral (2010-2011), bem como vice-ministro dos Negócios Estrangeiros e embaixador da Lituânia em vários países europeus.

## Educação
Dailus Čekuolis formou-se no Instituto Estatal de Relações Internacionais de Moscovo em 1982.

## Carreira diplomática
Em 1990, Čekuolis tornou-se porta-voz do Ministério dos Negócios Estrangeiros da Lituânia como Chefe do Departamento de Imprensa e Informação.
Em 1992, tornou-se embaixador da Lituânia na Dinamarca, Noruega e Islândia, cargo que ocupou até 1994. De 1994 a 1998 foi embaixador na Bélgica, nos Países Baixos e no Luxemburgo, e representante da União da Europa Ocidental e do Conselho de Cooperação do Atlântico Norte da NATO.
De 1998 a 1999, Čekuolis foi chefe do Comité de Altos Funcionários do Conselho dos Estados do Mar Báltico (CBSS), e de 1999 a 2004 foi embaixador da Lituânia em Portugal. Em 2004, foi nomeado subsecretário do Ministério dos Negócios Estrangeiros, onde foi responsável pela política de segurança.

### Carreira nas Nações Unidas
Čekuolis tornou-se Representante Permanente da Lituânia nas Nações Unidas em 2 de março de 2006. Em 23 de março de 2006, foi eleito vice-presidente da ECOSOC, para cumprir o mandato de embaixador Gediminas Šerkšnys. Em 17 de janeiro de 2007 foi eleito para a Presidência de um ano da ECOSOC, sucedendo ao tunisino Ali Hachani. Em 2008, Čekuolis presidiu com êxito à Terceira Reunião Bienal de Estados para analisar a implementação do Programa de Ação de Prevenção, Combate e Erradicação do Comércio Ilícito de ALSW em todos os seus aspetos em 2008, e copresidiu o Grupo de Trabalho sobre a Revitalização da Assembleia Geral em 2010-2011.

### Eleições presidenciais da Assembleia Geral das Nações Unidas
Em 2004, a Lituânia informou os Estados-membros da ONU da sua decisão de se candidatar ao cargo de Presidente da 67.ª sessão da Assembleia Geral das Nações Unidas (a partir de setembro de 2012) e notificou sobre a decisão de apresentar a candidatura do embaixador Dalius Čekuolis em junho de 2011 para as eleições de 2012. Em 8 de junho de 2012 perdeu o escrutínio secreto na Assembleia Geral da ONU para o ministro dos Negócios Estrangeiros da Sérvia, Vuk Jeremić, recebendo os votos de 85 países, enquanto Jeremić recebeu 99.